# Bjeloruski savez šaha
Bjeloruski šahovski savez (bje. Беларуская федэрацыя шахмат, rus. Белорусская шахматная федерация), krovno tijelo športa šaha u Bjelorusiji. Osnovan je 1992. godine i član je FIDE od 1992. godine. Sjedište je u Minsku, av. Nezalježnasti 49 - 330. Član je nacionalnog olimpijskog odbora. Bjelorusija pripada europskoj zoni 1.8. Predsjednica je Anastasija Viktaraŭna Sarokina (ažurirano 22. listopada 2019.).

## Vanjske poveznice
- Službene stranice